# Meckenheim
Meckenheim (alemany: [ˈmɛkŋ̍haɪm] ( escolteu-ho) ; Kölsch) és una ciutat del districte de Rhein-Sieg, a Renània del Nord-Westfàlia, Alemanya. Es troba a uns 15 km al sud-oest de Bonn.

## Persones notables
- Norbert Röttgen (nascut el 1965), polític (CDU)[1]

## Demografia

### Habitantes
- 1969 – 8.053
- 1979 – 15.615
- 1989 – 22.272
- 1998 – 25.430
- 1999 – 25.538
- 2000 – 25.319
- 2001 – 25.440
- 2002 – 25.438
- 2003 – 25.469
- 2004 – 25.700
- 2005 – 26.396

(31 de desembre de 1998)